# NGC 5901
NGC 5901 est une étoile située dans la constellation du Bouvier. L'astronome l'astronome irlandais R. J. Mitchell  a enregistré la position de cette étoile le 23 mai 1854.